# Sakamoto Days
Sakamoto Days (サカモト デイズ?, Sakamoto Deizu) è un manga scritto e disegnato da Yuto Suzuki. Viene serializzato sulla rivista Weekly Shōnen Jump di Shūeisha dal 21 novembre 2020. È pubblicato contemporaneamente in inglese da Viz Media e dalla piattaforma online Manga Plus. Un adattamento anime prodotto da TMS Entertainment viene trasmesso dall'11 gennaio 2025.

## Trama
Un tempo, Taro Sakamoto era un leggendario sicario dalla forza smisurata e senza eguali, membro di spicco dell'Ordine, il gruppo più potente e spietato dell'Associazione degli Assassini. Dopo anni passati ad uccidere con destrezza e inaudita ferocia, Sakamoto si innamora di una ragazza e decide di abbandonare il lavoro da sicario per sposarsi con lei e metter su famiglia, aprendo un mini-market e mettendo su peso. Tuttavia, la sua tranquilla vita familiare è turbata ancora dal suo oscuro passato: un'importante taglia pende sulla sua testa. L'incontro con Shin, un sicario con il potere di leggere la mente, e con Lu, erede di un'importante triade cinese, darà il via ad una serie di avvenimenti che costringeranno Sakamoto a dover ricorrere nuovamente alle sue abilità per proteggere la propria vita e quella della sua famiglia.

## Personaggi

### Personaggi principali
Taro Sakamoto (坂本 太郎?, Sakamoto Tarō)
Doppiato da: Tomokazu Sugita (ed. giapponese), Simone Mori (ed. italiana)
Un ex sicario che ha rinunciato a una vita di ricchezza e criminalità per sposare Aoi. È ingrassato molto ed è diventato più rilassato, ma ha ancora le sue abilità e forza sovrumane dai suoi giorni da killer. Durante le situazioni estreme, perde repentinamente peso, raddoppiando la sua già enorme forza (ma una volta che tutto finisce ingrassa rapidamente). Tuttavia, avendo promesso a sua moglie che non avrebbe mai più ucciso nessuno dopo aver rinunciato alla vita criminale, solitamente si limita a sconfiggere o rendere inoffensivi i suoi avversari.
Shin Asakura (朝倉 シン?, Asakura Shin)
Doppiato da: Nobunaga Shimazaki (ed. giapponese), Federico Bebi (ed. italiana)
Un ex sicario che ammira Sakamoto e ora lavora per lui nel suo minimarket. È conosciuto come "Shin il chiaroveggente" perché ha la capacità di leggere la mente. Una gag ricorrente è Sakamoto che immagina di ucciderlo quando lo infastidisce. Shin è una persona sensibile e intelligente, ma allo stesso tempo può essere un po' ingenuo, e di solito si diverte anche durante gli scontri. Il suo "radar" di lettura del pensiero raggiunge un raggio di 30 metri e, secondo lui, funziona in modo simile a sintonizzare una radio, dove può scegliere le persone di cui vuole ascoltare i pensieri, ma non funziona su persone che agiscono prima di pensare.
Lu Xiaotang (陸 小糖?, Rū Shaotan)
Doppiata da: Ayane Sakura (ed. giapponese), Joy Saltarelli (ed. italiana)
La figlia di un mafioso cinese. È svampita, ma può essere analitica e competente quando necessario. Era perseguitata da una triade mafiosa e viveva in fuga dai loro agenti e assassini, poiché volevano la chiave che aveva che apriva una stanza che conduceva al tesoro della sua famiglia. I suoi genitori sono stati uccisi dalla mafia e un giorno, mentre stava scappando a Chinatown, ha incontrato Sakamoto e Shin dopo che lei ha rovinato gli acquisti che stavano facendo sfuggendo ad un inseguimento. Sakamoto e Shin decidono di aiutarla e, dopo aver sconfitto i malavitosi, Lu inizia a lavorare al mercato di Sakamoto insieme a Shin. Anche se non combatte molto, è molto abile, poiché usa uno stile di combattimento che unisce il Tai Chi con il Zui Baxianquan. Inoltre ama molto gli alcolici e diventa più forte quando è ubriaca.
Aoi Sakamoto (坂本 葵?, Sakamoto Aoi)
Doppiata da: Nao Tōyama (ed. giapponese), Francesca Rinaldi (ed. italiana)
La moglie di Sakamoto. Ama moltissimo suo marito, nonostante il suo passato di sicario. È anche la ragione per cui Sakamoto ha abbandonato il suo lavoro, avendogli mostrato un percorso migliore per proteggere i suoi cari. Grazie alla sua fiducia nel marito, appare spesso spensierata in situazioni pericolose. Tuttavia, ha anche molto carattere, avendo stabilito regole in famiglia, come proibire a suo marito di uccidere di nuovo qualcuno dopo aver lasciato il mondo criminale molti anni fa.
Hana Sakamoto (坂本 花?, Sakamoto Hana)
Doppiata da: Hina Kino (ed. giapponese), Bianca Demofonti (ed. italiana)
La figlia di Sakamoto e Aoi. È affettuosa con i suoi genitori e con i loro amici, e Sakamoto di solito è piuttosto iperprotettivo nei suoi confronti.
Heisuke Mashimo (眞霜 平助?, Mashimo Heisuke)
Doppiato da: Ryōta Suzuki (ed. giapponese), Alessio Puccio (ed. italiana)
Un sicario specializzato nelle armi da fuoco. È molto credulone ed emotivo, ma le sue abilità con un fucile da cecchino compensano facilmente questi difetti, detenendo anche il record di tutti i tempi al JCC (in modo anonimo, avendo semplicemente dimenticato di scrivere il suo nome). Dopo il suo incontro e l'incoraggiamento di Sakamoto, diventa un habitué del suo negozio e talvolta suo alleato. Ha un pappagallo domestico di nome Piisuke.

### L'Ordine
L'Ordine è una forza speciale all'interno dell'Associazione giapponese degli assassini, composta dai più forti assassini. Il loro compito principale è mantenere l'ordine nel mondo degli assassini quando sorgono attriti nel settore. La loro esistenza è considerata una leggenda metropolitana.
Yoichi Nagumo (南雲 与市?, Nagumo Yōichi)
Doppiato da: Natsuki Hanae (ed. giapponese), Lorenzo De Angelis (ed. italiana)
Compagno di classe di Sakamoto nel JCC che ha servito come membro dell'Ordine con Sakamoto fino al suo ritiro. È molto allegro e disinvolto, il che nasconde la sua abilità, e si diverte a inimicarsi i suoi compagni membri dell'Ordine. Individua Sakamoto dopo aver ricevuto una taglia e fa il possibile per fare mantenere la vita pacifica di Sakamoto mentre presta ancora servizio come membro dell'Ordine. La sua arma preferita è uno strumento multiuso con vari tipi di lame ed è anche molto abile nel camuffarsi da altre persone.
Shishiba (神々廻?, Shishiba)
Doppiato da: Taku Yashiro (ed. giapponese), Sacha De Toni (ed. italiana)
Un membro dell'Ordine. È cinico e severo, ma si preoccupa profondamente per i suoi compagni membri dell'Ordine, in particolare la sua allieva Osaragi. La sua natura altamente professionale si scontra spesso con gli atteggiamenti casuali dei suoi coetanei. La sua arma preferita è un martello. Prova un forte odio per le cipolle
Osaragi (大佛?, Osaragi)
Doppiata da: Saori Hayami (ed. giapponese), Annalisa Usai (ed. italiana)
Un membro dell'Ordine che si è unito all'organizzazione solo di recente. Shishiba le funge da mentore. È infantile, dispettosa, spesso irritabile e piuttosto credulona, ma spietata come assassina. Ha un grande amore per il cibo, soprattutto per gli snack. La sua arma preferita è una grande sega circolare.
Hyo (豹?, Hyō)
Doppiato da: Hiroki Yasumoto (ed. giapponese), Emanuele Durante (ed. italiana)
Un membro dell'Ordine. È duro e molto intimidatorio, ma si preoccupa soprattutto della sicurezza degli altri; Nagumo si diverte a provocarlo a causa di questa natura tsundere. Ha una forza fisica incredibile.
Takamura (篁?)
Doppiato da: Hōchū Ōtsuka (ed. giapponese), Giuliano Santi (ed. italiana)
Un membro leggendario, quasi mitico dell'Ordine. È anziano, sembra essere sempre mezzo addormentato e mormora costantemente in modo impercettibile sottovoce, ma è spaventosamente forte, in grado di tagliare quasi tutto. La sua arma preferita è una katana. È il membro più forte dell'ordine ed è temuto perfino dai suoi stessi compagni di squadra.
Kanaguri (京?)
Un membro dell'Ordine che lavora segretamente per X. È un eccentrico regista famoso per i film sugli assassini; la sua passione è così grande che uccide senza esitazione chiunque insulti i film. Non ha una particolare lealtà nei confronti di X, lo segue solo in modo da poter creare un film su una battaglia tra X e la JAA, senza preoccuparsi di chi vince. La sua arma preferita è un ciak a lama e una telecamera a raggi di calore, che usa anche per visualizzare i suoi combattimenti come azione coreografia.

### JCC
La JCC (Japan Clear Creation) è un'accademia per aspiranti assassini. È descritta come il principale programma di addestramento per assassini del Giappone. Secondo Natsuki Seba, il JCC esiste da circa 50 anni.
Il JCC ha un'iscrizione di quasi 1.000 studenti con un rapporto maschi-femmine di 8 a 2, 35 docenti e vanta un curriculum quadriennale. Il tasso di laurea è del 10%, con il restante 90% di studenti che muoiono o si dimettono. Ogni studente vive in dormitori, poiché il JCC si trova su un'isola remota.
Akira Akao (赤尾 晶?, Akao Akira)
Una ragazza molto timida e ansiosa che fa amicizia con Sakamoto durante l'esame di ammissione al JCC. È brava nelle faccende domestiche, avversa alla violenza e apparentemente non ha istinti da assassina, ma in realtà ha una grande velocità e riflessi e sembra visualizzare un "percorso" che può seguire per uccidere un avversario. È la nipote di Rion Akao, che condivide la sua capacità di vedere il  "percorso". Si unisce al JCC per informazioni su dove si trova Rion e si unisce a Sakamoto, Shin e Natsuki per individuare il database degli studenti.
Natsuki Seba (勢羽 夏生?, Seba Natsuki)
Uno studente sarcastico, secco e piuttosto schietto nel dipartimento di ricerca che ha lavorato temporaneamente per Kashima come esecutore. È il fratello maggiore di Mafuyu. Natsuki è noto tra i suoi coetanei come un prodigioso produttore di armi e ha creato innumerevoli invenzioni e prototipi di vario successo. Lui e Shin si innervosiscono a vicenda, ma lavorano sorprendentemente bene insieme e si alleano per individuare il database degli studenti. Le abilità di combattimento di Natsuki sono solo nella media, ma utilizza un abito da lui creato che garantisce l'invisibilità a tutto ciò che copre, rendendolo un avversario difficile.
Mafuyu Seba (勢羽 真冬?, Seba Mafuyu)
Un quattordicenne germofobico e facilmente agitato che aspira a diventare un assassino e partecipa all'esame di ammissione al JCC. Nonostante la sua età, è molto abile e spietato, rimanendo calmo durante la battaglia. È il fratello minore di Natsuki. Le sue armi preferite sono le lame incorporate nei suoi stivali, poiché odia sporcarsi le mani.
Nao Toramaru (虎丸 尚?, Toramaru Nao)
Una ragazza allegra che è una fan ossessiva di Sakamoto e partecipa all'esame di ammissione al JCC. La sua ossessione è così grande che vede persino Sakamoto come una figura divina e prende di mira Shin quando si rende conto che anche lui ammira Sakamoto, sebbene non si renda conto della loro connessione. La sua arma preferita è un ibrido pistola/ascia.
Joichiro Kaji (加耳 丈一郎?, Kaji Jōichirō)
Un ragazzo incredibilmente timido che partecipa all'esame di ammissione al JCC. Ha un udito molto sensibile, in grado di cogliere suoni distinti e deboli.
Amane (あまね?)
Uno studente impassibile e cinico nel dipartimento degli assassini. Nonostante la sua personalità apparentemente fredda, è piuttosto sincero, disposto a scusarsi quando si sbaglia e va molto d'accordo con i suoi coetanei. È il figlio di Yotsumura, che detesta per aver ucciso sua madre. Amane collabora con Uzuki per avere l'opportunità di uccidere Yotsumura, ma si rivolta contro di lui quando i suoi compagni studenti vengono coinvolti nel conflitto. La sua arma preferita è un bastone a lama a quattro sezioni, ed è anche molto perspicace.
Byodo (廟堂?)
Il custode del JCC, suocero di Yotsumura e nonno di Amane. A differenza di Amane, non desidera vendetta contro Yotsumura, ed è molto vicino al nipote e si prende cura del suo benessere. È un abile assassino, ma la sua più grande risorsa è la sua memoria sovrumana, in grado di ricordare ogni dettaglio di ogni studente che ha frequentato il JCC dopo di lui, guadagnandosi il soprannome di "Database".
Etsuko Satoda (里田?, Satoda Etsuko)
Insieme alla sua amica di lunga data e compagna di classe Byodo, è stata al JCC più a lungo come istruttrice, insegnando anche durante il periodo in cui Sakamoto era lì. Sebbene Satoda sia abbastanza abile da guadagnarsi un invito per entrare a far parte dell'Ordine, ha rifiutato, decidendo che promuovere e proteggere i suoi studenti è più importante. Anche se in pensione, è una maestra di aikido, specializzata nel reindirizzare e annullare gli attacchi.
Rion Akao (赤尾 リオン?, Akao Rion)
Un'assassina incredibilmente abile e compagno di classe di Sakamoto nel JCC, insieme a Nagumo. Sembra avere la capacità unica di vedere "percorsi" da seguire per uccidere gli avversari, qualcosa che può fare anche sua nipote Akira. È stato riferito che è stata eliminata da Uzuki.

### Gruppo di X
Uzuki (有月?) / X
Doppiato da: Daisuke Namikawa (ed. giapponese), Marco Vivio (ed. italiana)
Il principale antagonista della serie. Conosciuto anche come Slur. Un serial killer che sta dando la caccia agli assassini e cerca di rovesciare la JAA, desiderando uccidere solo coloro che considera malvagi per il bene di una società migliore. Questa dottrina gli ha fatto guadagnare molti ammiratori nel mondo degli assassini, che lo trattano come una figura quasi religiosa. È freddo e determinato quando cerca di portare a termine la sua missione, ma è molto premuroso e amichevole nei confronti dei suoi subordinati. Ha incontrato Sakamoto in passato, che è l'unico che lo ha ferito. Soffre di DID perché dentro di lui c'è la personalità di Rion e Takamura e rientra nello spettro autistico.
Kashima (鹿島?, Kashima)
Doppiato da: Kazuyuki Okitsu (ed. giapponese), Daniele Raffaeli (ed. italiana)
Un cyborg che lavora per X. Indossa spesso una maschera da renna per coprire la sua faccia pesantemente cucita. È crudele e spietato e crede che la sua uccisione sia giustificata dalla dottrina di X. Utilizza le varie armi installate all'interno del suo corpo, come diverse lame e pistole per combattere.
Gaku (楽?)
Doppiato da: Koki Uchiyama (ed. giapponese), Federico Campaiola (ed. italiana)
Un membro incredibilmente abile del gruppo di X. È molto apatico verso tutto, anche l'omicidio. Un uomo molto rilassato, viene spesso visto dormire o giocare ai videogiochi quando non combatte. La sua arma preferita è una mazza con un blaster incorporato nella testa.
Club Jam (クラブ・ジャム?, Kurabu Jamu)
Un giocoso masochista che crede che essere vicino alla morte è quando le persone sono più umane e cerca costantemente di farsi torturare per questa esperienza. È un abile ipnotizzatore, che attiva i comandi battendo le mani, e la sua arma preferita è una lama a forma di mezzaluna su una catena.
Carolina Reaper (キャロライナ・リーパー?, Kyaroraina Rīpā)
Un uomo molto severo che Club Jam considera suo fratello maggiore. Fedele al suo nome, ama mangiare peperoncini piccanti, ma sembra non essere in grado di gestirne il sapore.

## Media

### Manga
Sakamoto Days è scritto e disegnato da Yuto Suzuki. Suzuki ha originariamente pubblicato un one-shot dal titolo Sakamoto (SAKAMOTO-サカモト-?) sulla rivista Jump GIGA di Shūeisha il 26 dicembre 2019. Sakamoto Days ha debuttato su Weekly Shōnen Jump il 21 novembre 2020. Il primo volume in formato tankōbon è stato pubblicato il 2 aprile 2021 e al 4 agosto 2025 ne sono stati messi in vendita in tutto ventitré.
In Italia la serie è stata annunciata durante il Lucca Comics & Games 2021 da Panini Comics e viene pubblicata sotto l'etichetta Planet Manga nella collana Generation Manga dal 19 maggio 2022. La traduzione dei testi è curata da Simona Stanzani.

#### Volumi
| Nº | Titolo italiano Giapponese 「Kanji」 - Rōmaji | Data di prima pubblicazione             | Data di prima pubblicazione                                                                   |
| Nº | Titolo italiano Giapponese 「Kanji」 - Rōmaji | Giapponese                              | Italiano                                                                                      |
| 1  | Il leggendario sicario 「伝説の殺し屋」 - Densetsu no koroshiya | 2 aprile 2021 ISBN 978-4-08-882657-8    | 19 maggio 2022 ISBN 978-88-287-6574-5 (ed. regolare) ISBN 978-88-287-1782-9 (ed. limitata)    |
| 1  | Capitoli - 1. Il leggendario sicario (伝説の殺し屋?, Densetsu no koroshiya) - 2. Le regole di casa Sakamoto (坂本家家訓?, Sakamoto-ke kakun) - 3. L'Agente Nakase e l'eroe misterioso (ナカセ巡査と謎のヒーロー?, Nakase-junsa to nazo no Hīrō) - 4. China Attack! (チャイナ襲来！?, Chaina shūrai!) - 5. Vs Son Hee & Bacho (VSソンヒ・バチョウ?, Buiesu Sonhi bachō) - 6. Nagumo (ナグモ?, Nagumo) - 7. Benvenuti al Sugar Park! (シュガーパークへようこそ！?, Shugāpāku e yōkoso!)                         |                                         |                                                                                               |
| 2  | Hard Boiled 「ハードボイルド」 - Hādo Boirudo | 4 giugno 2021 ISBN 978-4-08-882685-1    | 18 agosto 2022 ISBN 978-88-287-6702-2 (ed. regolare) ISBN 978-88-287-1616-7 (ed. limitata)    |
| 2  | Capitoli - 8. Showtime (ショータイム?, Shōtaimu) - 9. Boiled & Obikuro (ボイルと帯黒?, Boiru to Obiguro) - 10. Hard Boiled (ハードボイルド?, Hādo Boirudo) - 11. Sakamoto VS Boiled (坂本VSボイル?, Sakamoto Buiesu Boiru) - 12. Il motivo della forza (強さの理由?, Tsuyosa no wake) - 13. Videonoleggio (レンタルビデオ?, Rentaru bideo) - 14. Sneaking Mission (スニーキングミッション?, Sunīkingu Misshon) - 15. Avviamento (始動?, Shidō) - 16. Guerra ai grandi magazzini (デパート戦争?, Depāto sensō) |                                         |                                                                                               |
| 3  | Heisuke Mashimo 「マシモ ヘイスケ」 - Mashimo Heisuke | 3 settembre 2021 ISBN 978-4-08-882763-6 | 22 settembre 2022 ISBN 978-88-287-1742-3 (ed. regolare) ISBN 978-88-287-1916-8 (ed. limitata) |
| 3  | Capitoli - 17. Heisuke Mashimo (マシモ ヘイスケ?, Mashimo Heisuke) - 18. Versus Sniper (VSスナイパー?) - 19. Litigio (けんか?, Kenka) - 20. Superstrada invisibile (透明高速?, Tōmei kōsoku) - 21. Andiamo al museo! (博物館に行こう！?, Hakubutsukan ni ikō!) - 22. Bastardo giurassico (ジュラシック野郎?, Jurashikku yarō) - 23. Asakura e Shin (朝倉とシン?, Asakura to Shin) - 24. Sicari x scienza (殺し屋×科学?, Koroshiya x kagaku) - 25. Science Bastard (サイエンス野郎?, Saiensu yarō)             |                                         |                                                                                               |
| 4  | Silenzio a bordo 「車内ではお静かに」 - Shanai dewa oshizuka ni | 4 novembre 2021 ISBN 978-4-08-882819-0  | 17 novembre 2022 ISBN 978-88-287-2610-4                                                       |
| 4  | Capitoli - 26. Order (ORDER?, Ōdā) - 27. Minimarket Sakamoto vs Lab (坂本商店VS LABO?, Sakamoto-shōten Buiesu Rabo) - 28. Prima categoria (一流?, Ichiryū) - 29. Come prendere il treno al volo (かけこみ乗車?, Kakekomi jōsha) - 30. Silenzio a bordo (車内ではお静かに?, Shanai dewa oshizuka ni) - 31. Visto? (ほらな?, Horana) - 32. Modalità bagni pubblici (せんとうモード?, Sentō Mōdo) - 33. Sorpresa (サプライズ?, Sapuraizu) - 34. Inversione di marcia (ウータン?, Ūtan)                           |                                         |                                                                                               |
| 5  | Condannati a morte 「死刑囚」 - Shikeishu | 4 gennaio 2022 ISBN 978-4-08-882879-4   | 12 gennaio 2023 ISBN 978-88-287-2862-7                                                        |
| 5  | Capitoli - 35. Casino Battle (ウータン②?, Ūtan 2) - 36. Bluff (ウータン③?, Ūtan 3) - 37. Condannati a morte (死刑囚?, Shikeishu) - 38. No Brakes (ノーブレーキ?, Nō burēki) - 39. Encounter (ENCOUNT?, Enkaunto) - 40. Overload (Overload?, Ōbārōdo) - 41. Come si vive (生き様?, Ikizama) - 42. Punizione divina (ばちあたり?, Bachi atari) - 43. Ti amo. (すき。?, Suki.) |                                         |                                                                                               |
| 6  | Sei sfortunato 「ツいてないね」 - Tsuite nai ne | 4 marzo 2022 ISBN 978-4-08-883072-8     | 16 marzo 2023 ISBN 978-88-287-4804-5                                                          |
| 6  | Capitoli - 44. Ognuno per conto suo (てんでんばらばら?, Tenden barabara) - 45. Raid (強襲?, Kyōshū) - 46. Sei sfortunato (ツいてないね?, Tsuite nai ne) - 47. Salita (上へ参ります?, Ue e mairi masu) - 48. Il filo del cuore (心の糸?, Kokoro no ito) - 49. Gira gira intorno alla torre (ぐるぐるタワー?, Guruguru Tawā) - 50. Bicicletta (自転車?, Jitensha) - 51. Parade (パレード?, Parēdo) - 52. Danza del taglia-taglia (斬斬舞?, Zan zan mai)                                                         |                                         |                                                                                               |
| 7  | Per lei questo e altro 「お安い御用」 - Oyasuigoyō | 3 giugno 2022 ISBN 978-4-08-883147-3    | 11 maggio 2023 ISBN 978-88-287-5041-3                                                         |
| 7  | Capitoli - 53. No! No! Nooooo! (無理無理?, Muri muri) - 54. È una cosa da niente (お安い御用?, Oyasuigoyō) - 55. Break (ブレーク?, Burēku) - 56. JCC (ジェーシーシー?, Jēshīshī) - 57. Have a nice flight (ハヴアナイスフライト?, Havu a Naisu Furaito) - 58. Novellini (新人?, Rūkī) - 59. CUT (CUT?, Katto) - 60. Kanaguri (カナグリ?, Kanaguri) - 61. Sono abbastanza brava (ちょっと得意なんです?, Chotto tokui nandesu)                                                                                  |                                         |                                                                                               |
| 8  | Terza prova 「三次試験」 - Sanji shiken | 4 agosto 2022 ISBN 978-4-08-883191-6    | 13 luglio 2023 ISBN 978-88-287-5467-1                                                         |
| 8  | Capitoli - 62. Terza prova (三次試験?, Sanji shiken) - 63. Survival (サバイバル?, Sabaibaru) - 64. Sentiero (道?, Michi) - 65. Lo stesso idolo (推し被り?, Oshi kaburi) - 66. Ritardo (ラグ?, Ragu) - 67. Remote Work (リモートワーク?, Rimōto Wāku) - 68. Mi sceguiresti? (くれりゅか?, Kureryuka) - 69. Kaji (カジ?, Kaji) - 70. Suono VS Gaku (音VS楽?, Oto Buiesu Gaku) |                                         |                                                                                               |
| 9  | Hard mode 「ハードモード」 - Hādo Mōdo | 4 novembre 2022 ISBN 978-4-08-883292-0  | 14 settembre 2023 ISBN 978-88-287-5940-9                                                      |
| 9  | Capitoli - 71. Hard mode (ハードモード?, Hādo Mōdo) - 72. Ciao (じゃーな?, Jāna) - 73. Gratta e uccidi (コロレンスクラッチ?, Kororen Sukuracchi) - 74. Infiltrazione (潜入?, Sennyū) - 75. Telepate di merda (くそエスパー?, Kuso Esupā) - 76. A ognuno la sua missione (それぞれのミッション?, Sorezore no Misshon) - 77. U-C-C-I-S-I (コ・ロ・シ・テ・ル?, Ko-ro-shi-te-ru) - 78. Bandito (追われた男?, Owareta otoko) - 79. Intento omicida invisibile (透明な殺意?, Tōmei na satsui)                      |                                         |                                                                                               |
| 10 | Riunione 「再会」 - Saikai | 3 febbraio 2023 ISBN 978-4-08-883429-0  | 9 novembre 2023 ISBN 978-88-287-7514-0                                                        |
| 10 | Capitoli - 80. Riunione (再会?, Saikai) - 81. Prova (テスト?, Tesuto) - 82. Amorkido (愛気道?, Aikidō) - 83. Lo stile dei geni (天才の流儀?, Tensai no ryūgi) - 84. Che buon profumo (いいにおい?, Ī nioi) - 85. Incubo (悪夢?, Akumu) - 86. Lo stile dei terza categoria (三流の流儀?, Sanryū no ryūgi) - 87. Databank (データバンク?, Dēta banku) - 88. Clap (ぱん?, Pan) |                                         |                                                                                               |
| 11 | Un punto 「一本」 - Ippon | 4 aprile 2023 ISBN 978-4-08-883449-8    | 11 gennaio 2024 ISBN 978-88-287-7795-3                                                        |
| 11 | Capitoli - 89. La professoressa (1) (先生?, Sensei) - 90. La professoressa (2) (先生②?, Sensei 2) - 91. Kanaguri vs Sakamoto (京VS坂本?, Kanaguri Buiesu Sakamoto) - 92. Scambio (取引?, Torihiki) - 93. Rapport (ラポール?, Rapōru) - 94. Contorto (ひねくれもの?, Hinekure mono) - 95. Amane (周?, Amane) - 96. Salutista (ヘルシー?, Herushī) - 97. Un punto (一本?, Ippon) |                                         |                                                                                               |
| 12 | Ciak 「クランクイン」 - Kurankuin | 2 giugno 2023 ISBN 978-4-08-883555-6    | 14 marzo 2024 ISBN 978-88-287-8340-4                                                          |
| 12 | Capitoli - 98. Tigre Tigre (とらとら?, Tora Tora) - 99. Quel giorno (あの日?, Ano hi) - 100. Tuoni e fulmini (雷電?, Raiden) - 101. Complotto (秘密の作戦?, Himitsu no sakusen) - 102. Finale (終幕?, Shūmaku) - 103. Ciak (クランクイン?, Kuranku In) - 104. Non mi tornava (違和感?, Iwakan) - 105. Gli obiettivi di ognuno (それぞれの目的?, Sorezore no mokuteki) - 106. Motivo (理由?, Riyū) |                                         |                                                                                               |
| 13 | Ricordi 「追憶」 - Tsuioku | 4 settembre 2023 ISBN 978-4-08-883633-1 | 16 maggio 2024 ISBN 978-88-287-8729-7                                                         |
| 13 | Capitoli - 107. Ricordi (追憶?, Tsuioku) - 108. Grande magazzino dei sicari (殺し屋デパート?, Koroshiya Depāto) - 109. Kindaka (キンダカ?, Kindaka) - 110. Mission (MISSION?) - 111. Missione scorta (護衛任務?, Goei ninmu) - 112. Missioncina (プチミッション?, Puchi Misshon) - 113. Car Chase (カーチェイス?, Kā Cheisu) - 114. La missione di ognuno (それぞれの任務?, Sorezore no ninmu) - 115. Uomo di virtù (徳を積む男?, Toku wo tsumu otoko)                                                        |                                         |                                                                                               |
| 14 | Traccia singolare 「奇妙な痕跡」 - Kimyō na konseki | 2 novembre 2023 ISBN 978-4-08-883692-8  | 11 luglio 2024 ISBN 978-88-287-9236-9                                                         |
| 14 | Capitoli - 116. Amici (ダチ?, Dachi) - 117. Uccidi senza muoverti! (動かず殺せ!?, Ugokazu korose!) - 118. Forza (強さ?, Tsuyosa) - 119. Addio (別れ?, Wakare) - 120. Finale (終局?, Shūkyoku) - 121. Traccia singolare (奇妙な痕跡?, Kimyō na konseki) - 122. Inquietudine (胸騒ぎ?, Munasawagi) - 123. Un colpo (一発?, Ippatsu) - 124. Kumanomi! (熊埜御?, Kumanomi) |                                         |                                                                                               |
| 15 | La mostra dei sicari del secolo 「世紀の殺し屋展」 - Seiki no koroshiya-ten | 4 gennaio 2024 ISBN 978-4-08-883793-2   | 19 settembre 2024 ISBN 978-88-287-9773-9                                                      |
| 15 | Capitoli - 125. Tocca a me (俺の番?, Ore no ban) - 126. Dopo ti uccido (後で殺す?, Atode korosu) - 127. Addio (あばよ?, Abayo) - 128. Convergenza (収束?, Shūsoku) - 129. Ho esagerato (再開?, Saikai) - 130. Alla prossima (再開?, Saikai) - 131. Affare fatto (取引成立?, Torihiki seiritsu) - 132. La mostra dei sicari del secolo (世紀の殺し屋展?, Seiki no koroshiya-ten) - 133. Esca (餌?, Esa) |                                         |                                                                                               |
| 16 | Incontro inaspettato 「邂逅」 - Kaigō | 4 aprile 2024 ISBN 978-4-08-883878-6    | 14 novembre 2024 ISBN 979-12-21902-93-8                                                       |
| 16 | Capitoli - 134. The end (The end?) - 135. Kamihate (上終?, Kamihate) - 136. Kamihate 2 (上終 2?, Kamihate 2) - 137. Fiducia (信頼?, Shinrai) - 138. Consegna a domicilio (デリバリー?, Deribarī) - 139. Tutta un'altra cosa (格別?, Kakubetsu) - 140. Gli obiettivi di ognuno (それぞれの目的?, Sorezore no mokuteki) - 141. Incontro inaspettato (邂逅?, Kaigō) - 142. L'obiettivo di Slur (Xの狙い?, X no nerai)                                                                                            |                                         |                                                                                               |
| 17 | Entry 「エントリー」 - Entorī | 4 giugno 2024 ISBN 978-4-08-884120-5    | 13 febbraio 2025 ISBN 979-12-21908-51-0 (ed. regolare) ISBN 979-12-21912-09-8 (ed. variant)   |
| 17 | Capitoli - 143. Entry (エントリー?, Entorī) - 144. Kaiju (かいじゅう?, Kaijū) - 145. Ghiacciato (カチカチ?, Kachikachi) - 146. Fantasma (おばけ?, Obake) - 147. Caos (大騒ぎ?, Ōsawagi) - 148. Fan Devotion (推し活?, Oshikatsu) - 149. Slash (凸?, Totsu) - 150. Bulli (いじめっ子?, Ijimekko) - 151. Nagumo vs Gaku (南雲VS楽?, Nagumo VS Gaku) |                                         |                                                                                               |
| 18 | Mischia 「混戦」 - Konsen | 2 agosto 2024 ISBN 978-4-08-884131-1    | 10 aprile 2025 ISBN 979-12-219154-0-2                                                         |
| 18 | Capitoli - 152. Speedrun (RTA?) - 153. Ci che serve nell'assassinio (殺しに必要なもの?, Koroshi ni hitsuyōnamono) - 154. Nemici fuori di testa (狂敵?, Kyō teki) - 155. Mischia (混戦?, Konsen) - 156. Sportsman (スポーツマン?, Supōtsuman) - 157. Sportsmanship (スポーツマンシップ?, Supōtsumanshippu) - 158. Super Sumo (超相撲?, Chō sumo) - 159. L'ultimo colpo (最後の一撃?, Saigo no ichigeki) - 160. Ha preso dal suo maestro (師匠ゆずり?, Shishō yuzuri) - 161. Lo squalo (サメ?, Same)            |                                         |                                                                                               |
| 19 | Chiusura 「サメ」 - Same | 1º novembre 2024 ISBN 978-4-08-884250-9 | 12 giugno 2025 ISBN 979-12-21921-26-7                                                         |
| 19 | Capitoli - 162. Vecchi amici (懐かしの面子?, Natsukashi no mentsu) - 163. Sventura (厄?, Yaku) - 164. Takamura (篁?, Takamura) - 165. Mischia (バリアフリー?, Baria Furī) - 166. Senza barriere architettoniche (偽狂者?, Gikyō-sha) - 167. Scrutando nell'abisso (深淵を覗く?, Shin'en o nozoku) - 168. Chiusura (閉館?, Heikan) - 169. Nuova missione (新たなミッション?, Aratana Misshon) - 170. La torta (ケーキ?, Kēki)                                                                                  |                                         |                                                                                               |
| 20 | Il tuo posto nel mondo 「居場所」 - Ibasho | 4 gennaio 2025 ISBN 978-4-08-884389-6   | 7 agosto 2025 ISBN 979-12-21925-86-9 (ed. regolare) ISBN 979-12-21925-10-4 (ed. variant)      |
| 20 | Capitoli - 171. Il tuo posto nel mondo (居場所?, Ibasho) - 172. Miraggio (蜃気楼?, Shinkirō) - 173. Fuga (逃避行?, Tōhikō) - 174. Un certo abile sicario (ある腕の立つ殺し屋?, Aru ude no tatsu koroshiya) - 175. Karma (業?, Gō) - 176. Risveglio (醒める?, Sameru) - 177. Kindaka (キンダカ?, Kindaka) - 178. I mezzi e il fine (手段と目的?, Shudan to mokuteki) - 179. Torres (トーレス?, Tōresu) - 180. Conosco qualcuno (心当たり?, Kokoroatari)                                                        |                                         |                                                                                               |
| 21 | 「今日の運勢」 - Kyō no unsei | 4 marzo 2025 ISBN 978-4-08-884409-1     | 9 ottobre 2025                                                                                |
| 21 | Capitoli - 181. (親睦会?, Shinboku-kai) - 182. (平和な一日?, Heiwana ichi-nichi) - 183. (枷錠?, Kase Jō) - 184. (ほらね…?, Hora ne…) - 185. (狩人?, Kariudo) - 186. (今日の運勢?, Kyō no unsei) - 187. (イチかバチか…?, Ichi ka bachi ka…) - 188. (いまここで?, Ima koko de) - 189. (大凶?, Daikyō) - 190. (10の4万乗分の1?, 10 no 4 man-jō-bun no 1) |                                         |                                                                                               |
| 22 | 「天弓VSシン」 - Tenkyū VS Shin | 4 giugno 2025 ISBN 978-4-08-884554-8    | —                                                                                             |
| 22 | Capitoli - 191. (運のツキ?, Un no tsuki) - 192. (本音?, Hon'ne) - 193. (天弓VSシン?, Tenkyū VS Shin) - 194. (タキサイキア?, Takisaikia) - 195. (知ってる?, Shitteru) - 196. (出会い?, Deai) - 197. (シートベルト?, Shīto Beruto) - 198. (便利なやつ?, Benrina yatsu) - 199. (イカリ?, Ikari) |                                         |                                                                                               |
| 23 | 「新生殺連」 - Shinsei satsuren | 4 agosto 2025 ISBN 978-4-08-884608-8    | —                                                                                             |
| 23 | Capitoli - 200. (ブクブクアワー?, Bukubukuawā) - 201. (遅ぇよ?, Oso~eyo) - 202. (ラストチャンス?, Rasuto Chansu) - 203. (復活?, Fukkatsu) - 204. (革命と継承?, Kakumei to keishō) - 205. (3発の革命?, 3-patsu no kakumei) - 206. (不可侵領域?, Fukashin ryōiki) - 207. (新生殺連?, Shinsei satsuren) - 208. (連鎖?, Rensa) |                                         |                                                                                               |
| 24 | | 3 ottobre 2025 ISBN 978-4-08-884692-7   | —                                                                                             |

##### Capitoli non ancora in formatotankōbon
I seguenti capitoli sono apparsi sulla rivista Weekly Shōnen Jump in Giappone ma non sono ancora stati stampati in formato tankōbon.
Questa lista è suscettibile di variazioni e potrebbe essere incompleta o non aggiornata.

- 209.  (理想の世界?, Risō no sekai)
- 210.  (殺意と殺意?, Satsui to satsui)
- 211.  (感電注意?, Kanden chūi)
- 212.  (シンの作戦?, Shin no sakusen)
- 213.  (レジスタンス?, Rejisutansu)
- 214.  (迷子のお知らせ?, Maigo no oshirase)
- 215.  (死屍累々?, Shishiruirui)
- 216.  (トンネル?, Ton'neru)
- 217.  (まずは俺から?, Mazuwa ore kara)
- 218.  (カッコつけんな?, Kakko tsuken na)
- 219.  (偽物?, Nisemono)
- 220.  (絶対助ける?, Zettai tasukeru)
- 221.  (守る?, Mamoru)
- 222.  (開戦?, Kaisen)
- 223.  (自惚れ?, Unubore)
- 224.  (護送?, Gosō)
- 225.  (守りたいもの?, Mamoritai mono)

### Romanzo
Nell'ottobre 2022 è stato annunciato che la serie sarebbe stata adattata in un romanzo caratterizzato da una storia inedita. Il romanzo, dal titolo Sakamoto Days: Koroshiya no Mesoddo (SAKAMOTO DAYS 殺し屋のメソッド?, Sakamoto Deizu Koroshiya no Mesoddo), è stato pubblicato in Giappone il 4 aprile 2023.

### Anime
Nel maggio 2024 è stato annunciato che la serie avrebbe ricevuto un adattamento anime prodotto da TMS Entertainment. La serie è diretta da Masaki Watanabe, sceneggiata da Taku Kishimoto, presenta il character design di Yō Moriyama e la colonna sonora composta da Yūki Hayashi. La serie, divisa in due parti; la prima è stata trasmessa dall'11 gennaio al 15 marzo 2025 su TV Tokyo mentre la seconda dal 14 luglio successivo. La prima sigla di apertura è Hashire Sakamoto (走れSAKAMOTO? lett. "Corri Sakamoto") cantata da Vaundy mentre quella di chiusura è Futsū (普通? lett. "Normale") delle Conton Candy. La sigla di chiusura speciale Somebody Help Us cantata da Vaundy è stata utilizzata nell'episodio 7. La seconda sigla di apertura è Method dei Kroi, mentre la sigla di chiusura è Dandelion (ダンデライオン?, Danderaion) dei Go!Go!Vanillas.
Netflix ha concesso la licenza della serie per la distribuzione in streaming settimanale a livello internazionale nello stesso mese, ma avendo distribuito in esclusiva in Giappone i primi due episodi insieme, vengono pubblicati con una settimana di ritardo. Il doppiaggio italiano viene pubblicato in contemporanea all'uscita internazionale. Il doppiaggio italiano è curato dalla VSI ROME sotto la direzione di Simone Veltroni. L'adattamento dei dialoghi dell'edizione italiana è effettuato da Ezzedine Ben Nekissa.

#### Episodi
Questa lista è suscettibile di variazioni e potrebbe essere incompleta o non aggiornata.

## Accoglienza
Sakamoto Days è stato nominato come Best Print Manga al Next Manga Award del 2021. Si è classificato nono su 50 candidati, ma ha vinto l'U-Next Prize. La serie si è classificata al 6º posto nella classifica dei fumetti consigliati dai dipendenti della libreria nazionale del 2022. L'autrice di manga Hiromu Arakawa ha consigliato di leggere la serie in un commento presente nel sesto volume.